# Obeah
Obeah (auch Obi) ist eine auf den Westindischen Inseln gebräuchliche Bezeichnung für Praktiken und Lebensvorgänge, die den ethnischen Religionen zugeordnet werden. Die Vokabel „Obeah“ entstammt vermutlich dem Igbo (Nigeria) und wird vor allem benutzt in Bezug auf volkstümliche Zauberbräuche und -riten, sowie allgemein zur Beschreibung von in der westindischen Inselwelt üblichen religiösen Praktiken afrikanischer Herkunft.

## Herkunft des Obeah
Die Inhalte und Praktiken des Obeah-Glaubens wurden von den in den Jahrhunderten der Sklaverei in die Kolonien auf den Westindischen Inseln verschleppten Schwarzafrikanern mitgebracht und an ihre Nachkommen tradiert. Die Herkunft und Überlieferungsweise von Obeah ist damit denen anderer Vorstellungen der ostamerikanischen Inselwelt wie Voodoo, Hoodoo oder Palo identisch.

## Verbreitung des Obeah
Mithin ist Obeah in nahezu allen karibischen Staaten sowie in einigen Gebieten Mittel- und des nördlichen Südamerikas verbreitet. Anzutreffen ist die Praxis des Obeah unter anderem in Jamaika, den Jungferninseln, Trinidad, Tobago, Guyana, Belize, den Bahamas, St. Vincent und Barbados.

## Varianten von Obeah
Obeah existiert in diversen Ausprägungen die meist synkretistischer Natur sind: Einige vermengen afrikanisches Brauchtum und schwarzafrikanische Kulthandlungen mit christlichen Glaubenselementen, andere vermischen Obeah mit hinduistischen Elementen.

## Obeah-Männer
Als Obeah-Männer werden die religiösen Adepten beziehungsweise Führer des Obeahs bezeichnet.